# Marmosa chachapoya
Marmosa chachapoya ist eine Art aus der Gattung der Zwergbeutelratten (Marmosa), die in den nördlichen, peruanischen Anden vorkommt.

## Merkmale
Der Holotyp von Marmosa chachapoya, eine junges, aber ausgewachsenes Männchen, hat eine Kopf-Rumpf-Länge von 10,7 Zentimeter, einen 16 Zentimeter langen Schwanz und wiegt 21 Gramm. Der Hinterfuß ist 2 Zentimeter lang, die Höhe der Ohren beträgt 1,8 Zentimeter. Die Schnauze ist auffallend schmal. Das Rückenfell ist orangebraun und leicht heller als die Haare auf der Kopfoberseite. Ein dunkler Streifen in der Mitte des Rückens ist nicht vorhanden. Die dunkle Maske um die Augen reicht nicht bis zur Basis der Ohren. Auf der Bauchseite ist das Fell cremefarben. Vorder- und Hinterpfoten sind auf der Oberseite dicht mit hellgelben Haaren bedeckt. Das Skrotum ist dunkelblau. Der Schwanz ist mit langen Haaren bedeckt, die Haut darunter ist einfarbig braun und mit Schuppen bedeckt, die meist in spiralförmigen, seltener in ringförmigen Reihen angeordnet sind.

## Lebensraum
Die Terra typica von Marmosa chachapoya ist ein im nordöstlichen, peruanischen Andengebiet in einer Höhe von 2660 Metern gelegener Bergwald. Die Bäume sind etwa 20 bis 30 Meter hoch, Strauchschicht und Krautschicht sind dicht bewachsen. Auf allen Ebenen des Waldes wachsen Epiphyten, darunter sind Flechten, Moose, Farne, Orchideen und Bromelien. Weitere Kleinsäuger, die am selben Standort gefangen wurden, sind die Utcubamba-Feldmaus (Akodon orophilus), Fingerratten (Dactylomys sp.), Kleinstreisratten (Microryzomys sp.), die Keays-Reisratte (Nephelomys keaysi) und die  Ricardo-Palma-Reisratte (N. ricardopalmai), vier Arten aus der Gattung der Paramo-Mäuse (Thomasomys) und je eine unbeschriebene Beutelrattenart aus den Gattungen Gracilinanus und Micoureus.

## Systematik
Marmosa chachapoya wurde Mitte 2025 anhand eines einzigen Exemplars, das in der peruanischen Region San Martín gefangen wurde, erstbeschrieben und nach den Chachapoya, einem prähistorischen Andenvolk, benannt. Zusammen mit ihrer Schwesterart, der Fuchsroten Zwergbeutelratte (M. lepida) und Andersons Zwergbeutelratte (M. andersoni) bildet Marmosa chachapoya innerhalb der Gattung der Zwergbeutelratten (Marmosa) die Untergattung Stegomarmosa.